# Peio Dufau
Peio Dufau   (Sant Joan Lohitzune, 30 de maig de 1979) és un polític basc, membre del partit Euskal Herria Bai i el segon nacionalista basc a ocupar un escó a l'Assemblea Nacional francesa (Michel Labéguerie va ser el primer el 1962). Hi és en representació de la sisena circumscripció electoral dels Pirineus Atlàntics, que inclou els pobles del centre i sud de Lapurdi. Va ser elegit a les eleccions legislatives franceses de 2024 com a part de la coalició Nou Front Popular. Dufau és empleat de l'SNCF i viu a Ziburu.